# آلان-فورنييه
ٱلان-فورنييه (بالفرنسية: Alain-Fournier) اسم الشهرة لكاتب فرنسي اسمه الحقيقي هنري-البان فورنييه (بالفرنسية: Henri-Alban Fournier) ولد في 3 أكتوبر 1886 في لا شابيل دانجيلون وتوفي في 22 سبتمبر 1914 في الأسابيع الأولى للحرب العالمية الأولى على الجبهة الفرنسية في اللورين أشهر قليلة بعد نشر روايته الوحيدة «مولن الطويل» (بالفرنسية: Le Grand Meaulnes).

## روابط
- الموقع الرسمي لرواية مولن العظيم

## روابط خارجية
- آلان-فورنييه على موقع IMDb (الإنجليزية)
- آلان-فورنييه على موقع الموسوعة البريطانية (الإنجليزية)
- آلان-فورنييه على موقع ألو سيني (الفرنسية)
- آلان-فورنييه على موقع قاعدة بيانات الفيلم (الإنجليزية)